# Paramphilius trichomycteroides
Paramphilius trichomycteroides är en fiskart som beskrevs av Pellegrin, 1907. Paramphilius trichomycteroides ingår i släktet Paramphilius och familjen Amphiliidae. IUCN kategoriserar arten globalt som nära hotad. Inga underarter finns listade i Catalogue of Life.